# Antoine de Meaux
Pour les articles homonymes, voir Meaux.
Œuvres principales
- Le Fleuve guillotine

Antoine de Meaux, né le 28 juin 1972, est un romancier, réalisateur et journaliste français.

## Biographie
Journaliste de formation, il réalise des documentaires pour la télévision : Simone et Jean, chronique de la compagnie Renaud-Barrault (2005), Patrick Modiano, je me souviens de tout (2007), Philippe Noiret, gentleman saltimbanque (2009) et Le Procès Céline (2011) sur la polémique concernant les positions idéologiques et le génie littéraire de l'écrivain Louis-Ferdinand Céline. Il participe également à la recherche pour le documentaire À la recherche de Michel Vieuchange (2008), réalisé par Jacques Tréfouël, et a lui-même signé la réalisation de dix-huit épisodes de l'émission sur le patrimoine historique Secrets d'histoire, présentée par Stéphane Bern, dont Louis XIV, les passions du Roi Soleil (2012) qui a réuni sur France 2 4,9 millions de téléspectateurs et 21 % de part de marché.
En 2004, il est nommé membre du conseil éditorial de la collection Bouquins des éditions Robert Laffont. Il assure aussi la même fonction à la revue de création Nunc. La même année, il se lance dans l'écriture avec la publication d'un roman intitulé L'Ultime Désert : vie et mort de Michel Vieuchange, qui évoque la vie tumultueuse de l'aventurier français Michel Vieuchange.
Après avoir été compagnon de plume de l'acteur Philippe Noiret pour la rédaction de Mémoire cavalière (Robert Laffont, 2007), il fait paraître, en 2015, le roman historique Le Fleuve guillotine qui se déroule pendant la Révolution française. L'œuvre remporte le prix Claude Fauriel 2015.
En 2020, il publie Miarka, "portrait sensible" de Denise Vernay, la sœur aînée de Simone Veil, résistante et déportée à Ravensbrück.
Il est le gendre de l'académicien Daniel Rondeau.

## Œuvre

### Romans et récits
- L'Ultime Désert : vie et mort de Michel Vieuchange, Paris, Phébus, coll. « D'ailleurs », 2004, 262 pages  (ISBN 2-85940-762-6) ; réédition, Paris, Libretto no 496, 2015, 268 pages  (ISBN 978-2-36914-185-3)
- Le Fleuve guillotine, Paris, Phébus, coll. "Littérature française", 2015, 438 pages  (ISBN 978-2-7529-1031-8) ; réédition revue et corrigée, Paris, Libretto no 583, 2017, 462 pages  (ISBN 978-2-36914-385-7)
- Miarka, Paris, Phébus / Libella, coll. "Littérature française", 2020, 256 pages  (ISBN 978-2-7529-1219-0) ; réédition, Paris, Points, no 5476, 2021, 288 pages  (ISBN 978-2-7578-9057-8)

### Anthologie
- Charles de Foucauld, l’explorateur fraternel, textes choisis et présentés par Antoine de Meaux, Paris, Points, coll. « Sagesse. Voix spirituelles », 2008  (ISBN 978-2-7578-0905-1)

## Prix et distinctions
- 2015 : Prix Claude Fauriel pour Le Fleuve guillotine
- 2021: Prix de la Résistance, décerné par le Comité d'Action de la Résistance et le Souvenir français, pour Miarka.